# Tour de France 1965
Il Tour de France 1965, cinquantaduesima edizione della Grande Boucle, si svolse in ventidue tappe tra il 22 giugno e il 14 luglio 1965, per un percorso totale di 4 177 km.
Fu vinto dal passista-cronoman, scalatore e finisseur italiano Felice Gimondi, all'epoca neo-professionista (e quindi esordiente nella grande corsa a tappe francese) in forza al Gruppo Sportivo Salvarani. 
Si trattò dell'ottava edizione del Tour vinta da un corridore italiano, cinque anni dopo il trionfo del toscano Gastone Nencini, nell'edizione del 1960. 
Gimondi divenne peraltro il quinto corridore italiano a vincere la corsa a tappe francese.
Il corridore bergamasco terminò le sue fatiche sulle strade transalpine con il tempo di 116h42'06". 
Nella seconda posizione della graduatoria generale si classificò il passista-cronoman, scalatore e finisseur francese Raymond Poulidor (per la terza volta sui gradini più bassi del podio al Tour), da tutti pronosticato come gran favorito alla vigilia della corsa. 
Al terzo posto della classifica generale si piazzò un altro italiano, il passista-scalatore milanese Gianni Motta (al primo ed unico podio conseguito in carriera nella Grand Boucle).

## Tappe
| Tappa  | Data      | Percorso                                      | km    | Vincitore di tappa        | Leader cl. generale      |
| ------ | --------- | --------------------------------------------- | ----- | ------------------------- | ------------------------ |
| 1ª-1ª  | 22 giugno | Colonia (FRG) > Liegi (BEL)                   | 149   | Rik Van Looy              | Rik Van Looy             |
| 1ª-2ª  | 22 giugno | Liegi (BEL) > Liegi (BEL) (cron. a squadre)   | 22,5  | Ford France-Gitane-Dunlop | Rik Van Looy             |
| 2ª     | 23 giugno | Liegi (BEL) > Roubaix                         | 200,5 | Bernard Van De Kerckhove  | Bernard Van De Kerckhove |
| 3ª     | 24 giugno | Roubaix > Rouen                               | 240   | Felice Gimondi            | Felice Gimondi           |
| 4ª     | 25 giugno | Caen > Saint-Brieuc                           | 227   | Edgard Sorgeloos          | Felice Gimondi           |
| 5ª-1ª  | 26 giugno | Saint-Brieuc > Châteaulin                     | 147   | Cees van Espen            | Felice Gimondi           |
| 5ª-2ª  | 26 giugno | Châteaulin > Châteaulin (cron. individuale)   | 26,5  | Raymond Poulidor          | Felice Gimondi           |
| 6ª     | 27 giugno | Quimper > La Baule                            | 210,5 | Guido Reybrouck           | Felice Gimondi           |
| 7ª     | 28 giugno | La Baule > La Rochelle                        | 219   | Edward Sels               | Bernard Van De Kerckhove |
| 8ª     | 29 giugno | La Rochelle > Bordeaux                        | 197,5 | Jo de Roo                 | Bernard Van De Kerckhove |
| 9ª     | 30 giugno | Dax > Bagnères-de-Bigorre                     | 226,5 | Julio Jiménez             | Felice Gimondi           |
| 10ª    | 1º luglio | Bagnères-de-Bigorre > Ax-les-Thermes          | 222,5 | Guido Reybrouck           | Felice Gimondi           |
| 11ª    | 2 luglio  | Ax-les-Thermes > Barcellona (ESP)             | 240,5 | José Pérez Francés        | Felice Gimondi           |
|        | 3 luglio  | giorno di riposo                              |       |                           |                          |
| 12ª    | 4 luglio  | Barcellona (ESP) > Perpignano                 | 219   | Jan Janssen               | Felice Gimondi           |
| 13ª    | 5 luglio  | Perpignano > Montpellier                      | 164   | Adriano Durante           | Felice Gimondi           |
| 14ª    | 6 luglio  | Montpellier > Mont Ventoux                    | 173   | Raymond Poulidor          | Felice Gimondi           |
| 15ª    | 7 luglio  | Carpentras > Gap                              | 167,5 | Giuseppe Fezzardi         | Felice Gimondi           |
| 16ª    | 8 luglio  | Gap > Briançon                                | 177   | Joaquín Galera            | Felice Gimondi           |
| 17ª    | 9 luglio  | Briançon > Aix-les-Bains                      | 193,5 | Julio Jiménez             | Felice Gimondi           |
| 18ª    | 10 luglio | Aix-les-Bains > Le Revard (cron. individuale) | 27    | Felice Gimondi            | Felice Gimondi           |
| 19ª    | 11 luglio | Aix-les-Bains > Lione                         | 165   | Rik Van Looy              | Felice Gimondi           |
| 20ª    | 12 luglio | Lione > Auxerre                               | 298,5 | Michael Wright            | Felice Gimondi           |
| 21ª    | 13 luglio | Auxerre > Versailles                          | 225,5 | Gerben Karstens           | Felice Gimondi           |
| 22ª    | 14 luglio | Versailles > Parigi (cron. individuale)       | 38    | Felice Gimondi            | Felice Gimondi           |
| Totale | Totale    | Totale                                        | 4 177 |                           |                          |

## Squadre e corridori partecipanti
| N.    | Cod. | Squadra                     |
| ----- | ---- | --------------------------- |
| 1-10  | FFR  | Ford France-Gitane-Dunlop   |
| 11-20 | MAR  | Margnat-Paloma-Inuri-Dunlop |
| 21-30 | MER  | Mercier-BP-Hutchinson       |
| 31-40 | PEL  | Pelforth-Sauvage-Lejeune    |
| 41-50 | PEU  | Peugeot-BP-Michelin         |
| 51-60 | FLA  | Flandria-Romeo              |
| 61-70 | SOL  | Solo-Superia                |

| N.      | Cod. | Squadra             |
| ------- | ---- | ------------------- |
| 71-80   | WIE  | Wiel's-Groene Leeuw |
| 81-90   | TEL  | Televizier          |
| 91-100  | FER  | Ferrys              |
| 101-110 | KAS  | KAS-Kaskol          |
| 111-120 | MOL  | Molteni/Ignis       |
| 121-130 | SAL  | Salvarani           |

## Resoconto degli eventi
Al Tour de France 1965 parteciparono 130 corridori, dei quali 96 giunsero a Parigi. I corridori tornarono ad essere 10 per squadra.  Le squadre furono 13: 5 francesi, 3 belghe, 2 spagnole, 2 italiane, 1 olandese.  Divisi per nazionalità, i concorrenti erano 32 francesi, 32 belgi, 23 spagnoli, 17 italiani, 15 olandesi, 4 tedeschi, 3 britannici, 3 svizzeri, 1 lussemburghese. 
Jacques Anquetil, che aveva vinto cinque edizioni (le ultime quattro delle quali consecutivamente tra il 1961 e il 1964), non fu tra i ciclisti al via. La corsa partì per la prima volta dalla Germania Ovest, precisamente da Colonia, portando poi la carovana in Belgio, quindi sulla costa atlantica, sui Pirenei e sulle Alpi prima della conclusione a Parigi.
Felice Gimondi partecipò alla corsa in sostituzione di Battista Babini, uno dei gregari del capitano designato Vittorio Adorni, quell'anno già vincitore del Giro d'Italia. Già nella seconda frazione, a Roubaix, si classificò secondo, mentre l'indomani a Rouen ottenne la prima vittoria parziale, conquistando la maglia gialla di leader della classifica generale. Dopo cinque frazioni in giallo, però, fu costretto a lasciare il simbolo del primato al belga Bernard Van De Kerckhove, ma soltanto per due giorni: Gimondi riconquistò infatti la leadership al termine dell'undicesima frazione, a Bagnères-de-Bigorre, nel giorno in cui Adorni si ritirò per problemi fisici. Manterrà il primato fino a Parigi; in totale vestirà di giallo al termine di diciannove frazioni su ventiquattro.
In quest'edizione furono importanti le prove a cronometro individuale, caratterizzate per la prima volta dall'utilizzo della rampa di partenza: nella prima prova contro il tempo (settima frazione) Gimondi, in maglia gialla, era stato battuto a Châteaulin dal grande favorito alla vittoria finale, Raymond Poulidor. Nella seconda settimana il francese seppe poi vincere anche nella tappa di montagna con finale al Mont Ventoux, avvicinandosi in classifica a soli 39 secondi. Il bergamasco riuscì comunque a resistere agli attacchi degli avversari nelle altre tappe di salita, imponendosi quindi nelle ultime due prove a cronometro, quella in salita al Mont Revard (precedette di 23" Poulidor) e quella finale a Parigi, con 30" su Gianni Motta e 1'08" su Poulidor. La vittoria fu così di Gimondi, con 2'40" su Poulidor e 9'18" su Motta, terzo.
L'olandese Jan Janssen difese la maglia verde conquistata l'anno prima vincendo per la seconda volta la classifica a punti. Lo spagnolo Julio Jiménez vinse due tappe e si aggiudicò la classifica scalatori della corsa. Su un totale di ventiquattro frazioni (considerando come unità anche le semitappe) il vincitore finale Gimondi si impose tre volte.
Felice Gimondi, dopo la vittoria nel 1965, riuscirà a salire soltanto un'altra volta sul podio di Parigi, secondo nel 1972 dietro a Eddy Merckx. Nel 1968 diventerà il secondo corridore della storia, dopo Anquetil, a vincere almeno un'edizione dei tre grandi Giri (Tour nel 1965, Giro d'Italia nel 1967 e Vuelta a España nel 1968).

## Classifiche finali

### Classifica generale - Maglia gialla
| Pos. | Corridore           | Squadra        | Tempo      |
| ---- | ------------------- | -------------- | ---------- |
| 1    | Felice Gimondi      | Salvarani      | 116h42'06" |
| 2    | Raymond Poulidor    | Mercier        | a 2'40"    |
| 3    | Gianni Motta        | Molteni        | a 9'18"    |
| 4    | Henry Anglade       | Pelforth       | a 12'43"   |
| 5    | Jean-Claude Lebaube | Ford France    | a 12'56"   |
| 6    | José Pérez Francés  | Ferrys         | a 13'15"   |
| 7    | Guido De Rosso      | Molteni        | a 14'48"   |
| 8    | Frans Brands        | Flandria-Romeo | a 17'36"   |
| 9    | Jan Janssen         | Pelforth       | a 17'52"   |
| 10   | Francisco Gabica    | KAS-Kaskol     | a 19'11"   |

### Classifica a punti - Maglia verde
| Pos. | Corridore       | Squadra        | Punti |
| ---- | --------------- | -------------- | ----- |
| 1    | Jan Janssen     | Pelforth       | 144   |
| 2    | Guido Reybrouck | Flandria-Romeo | 130   |
| 3    | Felice Gimondi  | Salvarani      | 124   |
| 4    | Rik Van Looy    | Solo-Superia   | 109   |
| 5    | Michael Wright  | Wiel's         | 98    |

### Classifica scalatori
| Pos. | Corridore        | Squadra        | Punti |
| ---- | ---------------- | -------------- | ----- |
| 1    | Julio Jiménez    | KAS-Kaskol     | 131   |
| 2    | Frans Brands     | Flandria-Romeo | 73    |
| 3    | Joaquín Galera   | KAS-Kaskol     | 68    |
| 4    | Felice Gimondi   | Salvarani      | 55    |
| 5    | Raymond Poulidor | Mercier        | 50    |

### Classifica a squadre
| Pos. | Squadra                         | Punti      |
| ---- | ------------------------------- | ---------- |
| 1    | KAS-Kaskol                      | 349h29'19" |
| 2    | Pelforth-Sauvage-Lejeune-Wolber | a 16'08"   |
| 3    | Molteni/Ignis                   | a 16'35"   |
| 4    | Peugeot-BP-Michelin             | a 21'36"   |
| 5    | Wiel's-Groene Leeuw             | a 36'03"   |

### Classifica combattività
| Pos. | Corridore      | Squadra        | Punti |
| ---- | -------------- | -------------- | ----- |
| 1    | Felice Gimondi | Salvarani      | 80    |
| 2    | Henry Anglade  | Pelforth       | 58    |
| 3    | Frans Brands   | Flandria-Romeo | 56    |